# Mistrzostwa Świata w Kajakarstwie Górskim 1989
21. Mistrzostwa świata w kajakarstwie górskim odbyły się w dniach 15–25 czerwca 1989 w amerykańskim Savage River. Zawodnicy rywalizowali ze sobą w ośmiu konkurencjach: czterech indywidualnych i czterech drużynowych.

## Końcowa klasyfikacja medalowa
| Miejsce | Państwo           | Złoto | Srebro | Brąz | Razem |
| ------- | ----------------- | ----- | ------ | ---- | ----- |
| 1       | Francja           | 3     | 2      | 2    | 7     |
| 2       | Stany Zjednoczone | 2     | 3      | 1    | 6     |
| 3       | RFN               | 1     | 0      | 2    | 3     |
| 3       | Jugosławia        | 1     | 0      | 2    | 3     |
| 5       | Wielka Brytania   | 1     | 0      | 0    | 1     |
| 6       | Czechosłowacja    | 0     | 2      | 1    | 3     |
| 7       | Włochy            | 0     | 1      | 0    | 1     |

## Medaliści
| Konkurencja:           | Złoto: | Srebro: | Brąz:                                                                                                |
| C-1 mężczyzn           | Jon Lugbill                                                                                                | David Hearn | Thierry Humeau                                                                                       |
| C-1 drużynowo mężczyzn | Stany Zjednoczone · Jon Lugbill · David Hearn · Jen Prentice                                               | Francja · Thierry Humeau · Jacky Avril · Thierry Lepeltier                                                      | Jugosławia · Borut Javornik · Jože Vidmar · Boštjan Žitnik                                           |
| C-2 mężczyzn           | RFN · Frank Hemmer · Thomas Loose                                                                          | Czechosłowacja · Jan Petříček · Tomáš Petříček                                                                  | Francja · Emmanuel del Rey · Thierry Saidi                                                           |
| C-2 drużynowo mężczyzn | Francja · Emmanuel del Rey i Thierry Saidi · Michel Saidi i Jérôme Daval · Gilles Lelievre i Jérôme Daille | Czechosłowacja · Jiří Rohan i Miroslav Šimek · Jan Petříček i Tomáš Petříček · Miroslav Hajdučík i Milan Kučera | RFN · Frank Hemmer i Thomas Loose · Frank Becker i Martin Fröhlke · Stephan Bittner i Volker Nerlich |
| K-1 mężczyzn           | Richard Fox                                                                                                | Gilles Clouzeau                                                                                                 | Jernej Abramič                                                                                       |
| K-1 drużynowo mężczyzn | Jugosławia · Jernej Abramič · Marjan Štrukelj · Albin Čižman                                               | Włochy · Marco Caldera · Pierpaolo Ferrazzi · Ettore Ivaldi                                                     | RFN · Michael Seibert · Thomas Hilger · Martin Hemmer                                                |
| K-1 kobiet             | Myriam Jerusalmi                                                                                           | Dana Chladek | Cathy Hearn                                                                                          |
| K-1 drużynowo kobiet   | Francja · Myriam Jerusalmi · Marie-Françoise Grange-Prigent · Anne Boixel                                  | Stany Zjednoczone · Dana Chladek · Cathy Hearn · Jennifer Stone                                                 | Czechosłowacja · Zdenka Grossmannová · Štěpánka Hilgertová · Marcela Hilgertová                      |